# Eusébia
Eusébia (em grego Εὐσέβεια), na mitologia grega, era uma daemon que personificava a piedade, a lealdade e o respeito filial. Ela era esposa de Nomos, a lei, com quem foi mãe de Diceosine, a justiça natural, além de Étos, a personalidade, Noús, o pensamento, e Sofia, a sabedoria, e pode ser filha de Nix ou de Zeus. Sua daemon oposta era Dissebia, a impiedade.